# Acromyrmex nobilis
Acromyrmex nobilis (лат.) — вид муравьёв-листорезов из трибы грибководов Attini подсемейства Myrmicinae (Formicidae).

## Описание
Неотропика: Бразилия, Венесуэла. Длина солдат до 9,5 мм, основная окраска тела коричневато-чёрная. Шипами груди схож с Acromyrmex hystrix, у него также развиты длинные и направленные вперёд передне-боковые острые плечевые шипы пронотума и отсутствуют срединные шипы переднеспинки. Отличаются наличием двух бугорков на эпинотуме. От вида Acromyrmex octospinosus отличается прямыми и острыми шипами пронотума, направленными вперёд и немного вбок (у они притуплённые). Характерны своим тесным симбиозом с грибами, выращиваемыми в земляных муравейниках на основе листовой пережёванной массы.

## Классификация
Вид был впервые описан в 1939 году итальянским мирмекологом Ф.Санчи по материалам из Бразилии, сходен с видами Acromyrmex hystrix и Acromyrmex octospinosus.